# Мекомб (окръг, Мичиган)
Окръг Мекомб (на английски: Macomb County) е окръг в щата Мичиган, Съединени американски щати. Площта му е 1476 km², а населението - 874 759 души (2018). Административен център е град Маунт Клемънс.